# Lungarno della Zecca Vecchia
Il lungarno della Zecca Vecchia è quel tratto della sponda nord dei lungarni fiorentini che va dalla torre della Zecca (piazza Piave), da cui prende il nome, alla Biblioteca Nazionale Centrale di Firenze (ovvero piazza dei Cavalleggeri).

## Storia

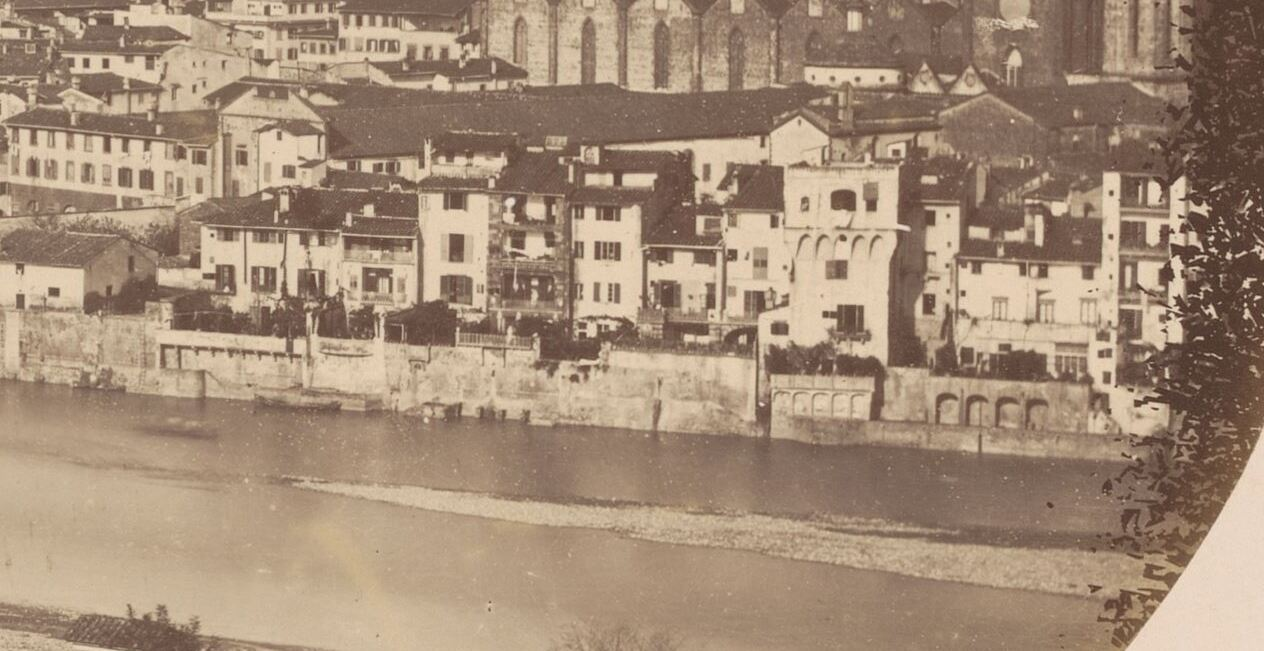
Il tratto d'Arno murato prima della creazione del Lungarno (anni 1850 circa)

Il lungarno appare già indicato nel primo progetto di ampliamento della città redatto da Giuseppe Poggi in ragione delle nuove esigenze di Firenze Capitale (1865-1875), strettamente legato ai lavori di demolizione delle mura e, per quanto riguarda questa zona, alla creazione dell'attuale piazza Piave con l'isolamento della torre a memoria della storia antica. Esistevano qui anticamente soltanto edifici che affacciavano su via Tripoli e che poi prospettavano sul fiume con le rimesse, zone ad orto e renai; fino alle mura che culminavano col bastione sull'Arno voluto da Alessandro de' Medici. La delibera che consentì l'avvio dei lavori si data al 1867: due fotografie conservate presso l'Archivio storico del Comune di Firenze documentano le demolizioni e i primi lavori con palificazioni di costipamento.
Il lungarno, aperto dopo delibera del 1867, si chiamò anticamente "della Torricella" in memoria dell'antico spedale della Torricella. In seguito, con delibera della giunta comunale nel novembre del 1876, venne ridedicato alla zecca del fiorino che aveva sede nella vicina torre della Zecca Vecchia e in un gruppo di edifici adiacenti non più esistenti. Il conio, come molte altre attività artigianali bisognose di un forte approvvigionamento idrico, aveva infatti qui sede per la comoda vicinanza con l'Arno.
Fino al 1953, il lungarno della Zecca Vecchia indicava anche il tratto antistante la caserma Baldissera, poi intitolato a Guglielmo Pecori Giraldi.
In ragione di questa storia il lungarno si presenta, sia nella concezione d'insieme sia per gli edifici posti in fregio, come tardo ottocentesco, quindi con edifici che accademicamente ripropongono nel disegno delle facciate la lezione poggiana, ad esclusione del semplice e severo muro che chiude l'esteso complesso della caserma Cesare De Laugier. Proprio per la concentrazione in questa zona di vari insediamenti militari l'idea iniziale di farne zona residenziale alto borghese, di passeggio e di svago, fu oltremodo ridimensionata e ancora oggi la zona, pur vivificata dalla presenza di molti alberghi, è essenzialmente percepita come area di parcheggio e di transito per i turisti che, dall'area riservata ai pullman presso il lungarno Pecori Giraldi, si recano verso il centro storico.

## Edifici
Come nella parallela via Tripoli, si affacciano su questo lungarno alcuni edifici militari e, soprattutto verso il tratto che porta in centro, alcuni edifici otto-novecenteschi che oggi ospitano soprattutto alberghi.
| Immagine | N°       | Nome                                                                            | Descrizione |
| -------- | -------- | ------------------------------------------------------------------------------- | --- |
|          | s.n.     | Torre della Zecca Vecchia                                                       | Sebbene situata su piazza Piave, la torre dà il nome al lungarno e lo domina. Eretta a protezione del mai eseguito ponte Reale e a difesa della parte della cerchia di mura che insisteva in questo tratto fu scapitozzata nel 1532 e già incorporata su progetto di Antonio da Sangallo il Giovane, a fungere da bastione, nella fortezza Vecchia o baluardo di Mongibello. Nel corso dei lavori di ingrandimento della città di Firenze progettati da Giuseppe Poggi fu isolata e posta a traguardo dei viali di circonvallazione. |
|          | 2        | Villino Vegni                                                                   | Il villino in angolo con piazza Piave, come risulta dal prospetto pubblicato su "Ricordi di Architettura", è opera realizzata dall'architetto Narciso Frosali su committenza della famiglia Vegni, attorno al 1870. Rispetto al gusto imperante nel periodo, si distingue per i modesti aggetti plastici, di modo che i vari elementi recuperati dal repertorio decorativo rinascimentale (nelle sue varianti classiche) appaiono al pari di un delicato disegno di superficie. Anche le attuali tinteggiature, per quanto non rispecchino le cromie originali, ci sembrano in sintonia con tale spirito. Restaurato e ben curato, il villino, con le sue pertinenze, è attualmente sede di un residence. |
|          | 16-18    | Villino                                                                         | L'edificio è opera realizzata nel settimo decennio dell'Ottocento (comunque dopo la costruzione di questo tratto del lungarno) e ripropone la tipologia propria dei villini del periodo, con balcone sovrastante il portone e due piani segnati da ampie finestre che qui si aprono alla luce e all'aria del lungarno. Pur proponendo un fronte dal disegno decisamente ricorrente, il villino si distingue e si apprezza per l'equilibrio degli elementi decorativi e per la particolarità dell'ampia terrazza che corona l'edificio, chiusa ai lati da grandi volute concave convesse, a determinare un insieme che anela al monumentale ma che piacevolmente resta legato a una dimensione di decoro borghese propria del periodo. Una tinteggiatura del prospetto effettuata allo scadere del 2011 ha conferito all'edificio colori oltremodo luminosi e brillanti ha trasformato quello che appariva un garbato inserimento nell'immagine di questo tratto del lungarno in uno stridente contrasto per la difformità con le tinte delle case adiacenti. |
|          | 20       | Caserma Cesare De Laugier (ex-ospizio di San Girolamo delle Poverine Ingesuate) | L'edificio, ad uso militare, occupa i locali dell'antico convento di San Girolamo, noto col nome di San Girolamo delle Poverine Ingesuate o, più brevemente, ospizio delle Poverine. Questo, fondato nel 1382, fu ampliato nel 1392, mentre la chiesa fu rinnovata nel 1528 e ancora nel 1586 e nel 1721. La destinazione a collegio militare data a circa il 1849 e comportò la totale perdita delle testimonianze antiche. Nel 1865 subì un notevole ampliamento e ristrutturazione ad opera dell'ingegnere Giovanni Castellazzi. Successivamente il complesso divenne sede dell'Accademia di Sanità Militare fino a che, nel 2007, fu dato in consegna alla Questura di Firenze che ha predisposto un progetto di recupero dell'intero immobile per destinarlo ad uffici e alloggi della Polizia di Stato. |
|          | 22       | Palazzina                                                                       | Adiacente alla caserma De Laugier, fu eretta dove erano fino ai primi del Novecento alcune case, forse riconducibili alle proprietà del convento di San Girolamo delle Poverine che segnava tutta questa area. Si presenta con un prospetto di sette assi distribuiti su quattro piani più un seminterrato, con portale centrale coronato da balcone e finestrone, quest'ultimo profilato da una decorazione a volute che rimanda a modelli sei settecenteschi, comunque semplificati e ridotti a più rigorose geometrie, così come si amò fare nei primi decenni del Novecento. Sulla base di un disegno trasmesso per approvazione alla Soprintendenza ai Monumenti di Firenze il progetto (in tutto aderente a quanto realizzato eccezion fatta per gli ulteriori quattro balconi che si dispongono ai piani alti) è da datare al 1927 e da ricondurre all'attività dell'architetto Mario Padovani. |
|          | 26-28-30 | Ex-ospedale dei Santi Filippo e Jacopo                                          | L'ospedale dei Santi Filippo e Jacopo del Ceppo (o spedale della Torricella), già documentato nei primi del Quattrocento, era retto dalla Compagnia di San Niccolò. Attraverso varie vicissitudini l'ospedale fu trasferito nel 1788 a San Bonifacio per ordine del granduca Pietro Leopoldo di Lorena. L'attuale costruzione risale agli anni settanta dell'Ottocento ed è riconducibile all'attività dell'ingegnere Nemes Martelli, indicato in calce ad una fotografia Alinari della fine di quel secolo che riproduce l'ampio prospetto dell'edificio identificandolo con la denominazione di palazzo Parenti. Divenuto sede dell'Hotel Paoli, nel 1921 l'immobile fu trasformato in civile abitazione. |
|          | 38       | Hotel Lucchesi                                                                  | Si tratta di un edificio degli anni settanta dell'Ottocento, poi soprelevato di due piani e sviluppato sul lato destro, a saturare lo spazio disponibile, in ragione delle necessità di espansione dell'albergo che lo occupa e che già lo caratterizzava alle origini (la scritta pensione Lucchesi già troneggia in una foto Alinari del 1890 circa, ed è sempre in questa pensione che sappiamo alloggiati nel 1926 lo scrittore inglese David Herbert Lawrence con la moglie Frieda von Richthofen). La porzione centrale originaria, di cinque assi per tre piani, mostra le caratteristiche proprie dell'architettura tardo ottocentesca fiorentina, insistentemente votata al recupero dei modelli cinque/seicenteschi. La struttura è stata interessata da importanti lavori di restauro e ristrutturazione interna nel 2001. |
|          | s.n.     | Casa Bigongiari                                                                 | In angolo con piazza dei Cavalleggeri, l'edificio mostra verso piazza Cavalleggeri la nuova facciata realizzata a seguito dell'atterramento della porzione dell'antico fabbricato che un tempo avanzava sull'attuale piazza, saldandosi con gli edifici che prospettano su via Tripoli. Tale demolizione è da datarsi al 1909, legata com'è all'erezione della nuova sede della Biblioteca Nazionale Centrale e alla creazione dello spiazzato antistante il complesso. Nonostante si debbano quindi datare le facciate al secondo decennio del Novecento, queste si presentano in assoluta continuità con la tradizione ottocentesca ed escludono qualsiasi riferimento alle novità del primo Novecento. In questa casa ebbe lo studio tra il 1942 e il 1980 il pittore Ugo Capocchini (lo ricorda una lapide posta alla destra del portone d'ingresso) e il poeta e storico della letteratura Piero Bigongiari, che qui morì nel 1997. |